# Berlin Alexanderplatz (romance)
Berlin Alexanderplatz é um romance de Alfred Döblin publicado em 1929, na época do expressionismo alemão. O romance conta a história de Franz Biberkopf, um homem de 41 anos de idade, 1,80 m de altura e forte, que trabalhava como transportador até antes de ser preso. 

## Situação histórica
Berlin Alexanderplatz foi publicado pela editora Fischer (Berlim) em 1929. Nessa época, a Alemanha estava no período entre guerras e tinha como governo a República de Weimar. A 1ª Guerra Mundial tinha acabado havia onze anos, e a economia alemã se recuperava da hiperinflação que assombrou o país no começo da década de 20. Quatro anos mais tarde viria o governo nazista, que culminaria na 2ª Guerra Mundial.
No campo da literatura e do cinema, ocorria na Europa o movimento cultural chamado modernismo. A Alemanha era palco de um movimento mais específico, chamado Expressionismo, que começara antes da 1ª Guerra Mundial. Por esta época surgia também um novo movimento chamado Nova objetividade (Neue Sachlichkeit). Esse movimento se afastava um pouco do Expressionismo e tinha como característica marcante a descrição documentalista, fria e distanciada das coisas e aparentemente sem sentimentos. Esse traço aparece constantemente no romance.

## Enredo
O romance conta a história de Franz Biberkopf e se desenvolve no entorno da praça Alexanderplatz, região onde se concentrava a classe operária na Berlim da década de 1920. O romance começa com a libertação de Biberkopf da prisão, após ter cumprido sua pena de quatro anos por homicídio culposo pelo assassinato de sua namorada em um ataque de ciúmes. Ao sair da cadeia, pega um bonde e vai para o centro de Berlim. Lá recomeçam sua nova vida e seus problemas. Ele faz a promessa de se ajustar e de levar uma vida correta. Para isto, tenta arranjar um trabalho. Ele, porém, vai frequentemente a um bar beber. No decorrer da história, ele procura pessoas conhecidas e encontra sua ex-cunhada, que está casada e morando em sua antiga casa. Mas ele acaba se distanciando dela.
Franz Biberkopf conhece novas pessoas, que a princípio se tornam amigos dele, e tem também novos relacionamentos amorosos. Dois de seus amigos, porém, o traem, pois eles se enfurecem contra Franz, por ele se recusar a fazer as coisas erradas que eles pedem. Um deles, que se chama Reinhold, joga Franz na frente de um carro em movimento. Franz acaba em um hospital e tem seu braço amputado. Após sua convalescença, ele volta à cidade. A partir daí ele não consegue mais manter sua promessa de manter uma vida correta. Ele passa a trabalhar, a partir daí, como cafetão. Uma das mulheres, Mieze, acaba se tornando sua namorada. Reinhold volta a se aproximar de Franz, no intuito de ainda prejudicá-lo. Ele consegue a confiança de Mieze e a leva a um parque onde a mata e foge. Franz, como suspeito do crime, é preso. Na prisão ele recusa se alimentar e tem uma experiência com a morte. Depois disso ele renasce. Ele é solto com a prisão de Reinhold e o esclarecimento do crime. A partir de então, ele deixa de frequentar o bar e de beber, consegue um emprego de porteiro e leva uma vida correta.

## A escrita
O romance Berlin Alexanderplatz é uma obra prima de Döblin. Esse romance é comparado ao romance Ulysses, de James Joyce. A sua linguagem é complexa e atravessa vários níveis sociais de escrita. Possui longas descrições da cidade de Berlim e do matadouro (Schlachhof) da cidade. Muitas vezes ele utiliza um linguagem bíblica, outras vezes poético, remetendo à tradição poética alemã, outras vezes ele muda repentinamente para o linguajar local berlinense que possui características fortes em relação ao alemão padrão. Para isso, Döblin utiliza desses diferentes níveis, muitas vezes, no mesmo parágrafo, ou em uma mesma fala. Isto torna o romance de difícil compreensão, pois esses níveis aparecem a todo instante no livro, exigindo uma leitura atenta do leitor. Além disso, a fala dos personagens é misturada com a narração ou com pensamentos num mesmo parágrafo. Somente no final do romance, a escrita torna-se mais leve e menos complexa.
Outra forte característica no romance é a intertextualidade com a bíblia e, mais precisamente, com a história de Jó. Pode-se dizer que a história de Franz Biberkopf é uma comparação com a história do personagem bíblico que passa por situações difíceis e acaba na regeneração.

## Livro: áudio e cinema
Do livro foi feito uma encenação em áudio pelo próprio Döblin em 1931. No áudio não aparece a complexidade linguística igual à do livro escrito, mas é fiel à história original, e, como nas novelas do rádio de antigamente, assim foi feito o áudio do romance. Posteriormente outras pessoas encenaram o livro em áudio, a última delas em 2007 em alemão.
O romance foi adaptado duas vezes para o cinema, a primeira em um filme chamado Berlin - Alezanderplatz, em 1931. Döblin trabalhou na adaptação, junto de Karl Heinz Martin e Hans Wilhelm. Foi dirigido por Piel Jutzi e estrelado por Heinrich George, Maria Bard, Margarete Schlegel, Bernhard Minetti, Gerhard Bienert, Albert Florath e Paul Westermeier.
A segunda adaptação foi uma série de televisão realizada por Rainer Werner Fassbinder. Lançado em 1980, tinha ao todo duração de 15 horas e meia, e é considerada por muitos como sua magnum opus.